# Клепачівська сільська рада (Славутський район)
Клепачі́вська сільська́ ра́да — адміністративно-територіальна одиниця та орган місцевого самоврядування у Славутському районі Хмельницької області. Адміністративний центр — село Клепачі.

## Загальні відомості
Клепачівська сільська рада утворена в 1944 році.
- Територія ради: 19,2 км²
- Населення ради: 784 особи (станом на 2001 рік)
- Територією ради протікає річка Західна Нірка

## Населені пункти
Сільській раді підпорядковані населені пункти:
- с. Клепачі

## Склад ради
Рада складається з 16 депутатів та голови.
- Голова ради: Клімчук Анатолій Вікторович
- Секретар ради: Слюсарчук Людмила Іванівна

### Керівний склад попередніх скликань
| Прізвище, ім'я, по батькові | Основні відомості                                                 | Дата обрання | Дата звільнення |
| --------------------------- | ----------------------------------------------------------------- | ------------ | --------------- |
| Клімчук Анатолій Вікторович | Сільський голова, 1956 року народження, освіта вища, безпартійний | 26.03.2006   | 31.10.2010      |
| Клімчук Анатолій Вікторович | Сільський голова, 1956 року народження, освіта вища, безпартійний | 31.10.2010   |                 |

Примітка: таблиця складена за даними сайту Верховної Ради України

### Депутати
За результатами місцевих виборів 2010 року депутатами ради стали:

#### За суб'єктами висування
| Суб'єкт висування           | Кількість обраних депутатів | %    |
| --------------------------- | --------------------------- | ---- |
| Самовисування               | 10                          | 62,5 |
| Комуністична партія України | 3                           | 18,8 |
| Народна партія              | 3                           | 18,8 |

#### За округами
| № округу                    | Прізвище, ім'я, по батькові       | Дата визнання обраним | Освіта  | Партійна приналежність | Відомості про обраного депутата                      |
| --------------------------- | --------------------------------- | --------------------- | ------- | ---------------------- | ---------------------------------------------------- |
| Комуністична партія України |                                   |                       |         |                        |                                                      |
| 5                           | Добринчук Валентина Володимирівна | 01.11.2010            | вища    | позапартійна           | Клепачівська загальноосвітня школа І-ІІ ст., вчитель |
| 9                           | Сухозанет Софія Овсіївна          | 01.11.2010            | вища    | позапартійна           | Клепачівська загальноосвітня школа І-ІІ ст., вчитель |
| 15                          | Тихонець Микола Іванович          | 01.11.2010            | вища    | позапартійний          | пенсіонер                                            |
| Народна Партія              |                                   |                       |         |                        |                                                      |
| 3                           | Дзюблюк Василь Андрійович         | 01.11.2010            | вища    | позапартійний          | фермерське господарство «Клепачі», токар             |
| 8                           | Фещук Валентина Іванівна          | 01.11.2010            | вища    | позапартійна           | фельдшерсько-акушерський пункт, завідувачка          |
| 10                          | Гарбарук Ростислав Георгійович    | 01.11.2010            | середня | позапартійний          | приватний підприємець                                |
| Самовисування               |                                   |                       |         |                        |                                                      |
| 1                           | Матвійчук Валентин Миколайович    | 01.11.2010            | вища    | позапартійний          | фермерське господарство «Клепачі», головний інженер  |
| 2                           | Поліщук Володимир Петрович        | 01.11.2010            | середня | позапартійний          | фермерське господарство «Клепачі», механізатор       |
| 4                           | Нуждак Сергій Олександрович       | 01.11.2010            | середня | позапартійний          | фермерське господарство «Клепачі», різноробочий      |
| 6                           | Коберник Леонід Андрійович        | 01.11.2010            | середня | позапартійний          | фермерське господарство «Клепачі», шофер             |
| 7                           | Корешняк Любов Геннадіївна        | 01.11.2010            | вища    | позапартійна           | Клепачівська сільська рада, секретар виконкому       |
| 11                          | Музичук Павло Петрович            | 01.11.2010            | вища    | позапартійний          | Клепачівська загальноосвітня школа І-ІІ ст., завгосп |
| 12                          | Слюсарчук Людмила Іванівна        | 01.11.2010            | середня | позапартійна           | тимчасово не працює                                  |
| 13                          | Слюсарчук Анатолій Володимирович  | 01.11.2010            | вища    | позапартійний          | Клепачівська загальноосвітня школа І-ІІ ст., вчитель |
| 14                          | Закусило Наталія Миколаївна       | 01.11.2010            | вища    | позапартійна           | Клепачівська загальноосвітня школа І-ІІ ст., вчитель |
| 16                          | Козлюк Людмила Яківна             | 01.11.2010            | вища    | позапартійна           | Славутський маслоробний комбінат, збирач молока      |

## Господарська діяльність
Основним видом господарської діяльності сільської ради є сільськогосподарське виробництво.

## Населення
Згідно з переписом УРСР 1989 року чисельність наявного населення сільської ради становила 903 особи, з яких 425 чоловіків та 478 жінок.
За переписом населення України 2001 року в сільській раді мешкало 760 осіб.

### Мова
Розподіл населення за рідною мовою за даними перепису 2001 року:
| Мова       | Відсоток |
| ---------- | -------- |
| українська | 98,98 %  |
| російська  | 1,02 %   |